# Ledothamnus
Ledothamnus  (лат.) — род растений семейства Вересковые, включающий в себя 7 видов.

## Ареал
Виды рода Ledothamnus являются эндемиками южной Венесуэлы.

## Биологическое описание
Кустарники и полукустарники небольшого размера. Кора тонкая.
Листья супротивные, черешчатые.
Соцветие с одиночными, верхушечными или пазушными цветками; тычинок обычно столько же, сколько лепестков.
Плод — коробочка, от продолговатой до яйцевидной, коричневого цвета; семена немногочисленные, около 0,8 мм в длину.

## Виды
Род включает в себя следующие виды:
- Ledothamnus atroadenus Maguire, Steyerm. & Luteyn
- Ledothamnus decumbens Maguire, Steyerm. & Luteyn
- Ledothamnus guyanensis Meisn.
- Ledothamnus jauaensis Maguire, Steyerm. & Luteyn
- Ledothamnus luteus Maguire, Steyerm. & Luteyn
- Ledothamnus parviflorus Gleason
- Ledothamnus sessiliflorus N.E.Br.